# Distrito electoral de Antelope (condado de Kimball, Nebraska)
Antelope (en inglés: Antelope Precinct) es un distrito electoral ubicado en el condado de Kimball en el estado estadounidense de Nebraska. En el Censo de 2010 tenía una población de 588 habitantes y una densidad poblacional de 0,71 personas por km².

## Geografía
Antelope se encuentra ubicado en las coordenadas 41°11′59″N 103°40′28″O / 41.19972, -103.67444. Según la Oficina del Censo de los Estados Unidos, Antelope tiene una superficie total de 832.27 km², de la cual 831.66 km² corresponden a tierra firme y (0.07%) 0.61 km² es agua.

## Demografía
Según el censo de 2010, había 588 personas residiendo en Antelope. La densidad de población era de 0,71 hab./km². De los 588 habitantes, Antelope estaba compuesto por el 96.26% blancos, el 0.51% eran amerindios, el 1.53% eran asiáticos, el 1.36% eran de otras razas y el 0.34% pertenecían a dos o más razas. Del total de la población el 3.57% eran hispanos o latinos de cualquier raza.